# Mandrillus
Mandrillus es un género de primates catarrinos de la familia Cercopithecidae estrechamente emparentados con los papiones y  habitan las selvas del África occidental.

## Especies
- Mandrillus sphinx
- Mandrillus leucophaeus